# Amandyk Bakiejew
Amandyk Tynysztykowycz Bakiejew (ros. Амандык Тыныштыкович Бакеев; ur. 10 sierpnia 1990) – kazachski zapaśnik walczący w stylu wolnym. Zajął osiemnaste miejsce na mistrzostwach świata w 2018. Piąty na halowych igrzyskach azjatyckich w 2017. Dziesiąty na mistrzostwach Azji w 2013. Siódmy w Pucharze Świata w 2012 i dziesiąty w 2011 roku.